# Hoa hậu Quốc tế 1998
Hoa hậu Quốc tế 1998 là cuộc thi Hoa hậu Quốc tế lần thứ 38, được tổ chức vào ngày 26 tháng 9 năm 1998 tại, Tokyo, Nhật Bản. 43 thí sinh tham gia cuộc thi năm nay. Trong đêm chung kết, Hoa hậu Quốc tế 1997 Consuelo Adler đến từ Venezuela đã trao vương miện cho người kế nhiệm, cô Lía Borrero đến từ Panama.

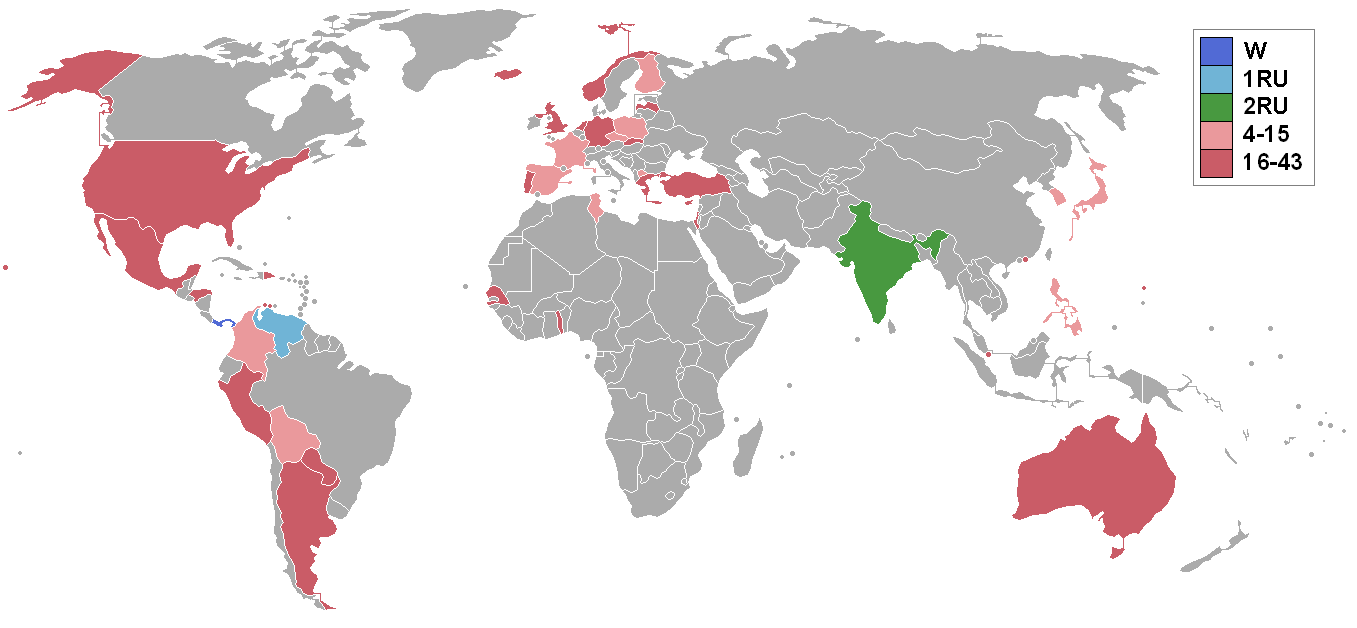
Các quốc gia và vùng lãnh thổ tham gia Hoa hậu Quốc tế 1998 và kết quả.

## Thứ hạng

### Kết quả
| Các danh hiệu cao nhất | Thí sinh |
| ---------------------- | --- |
| Hoa hậu Quốc tế 1998   | - Panama - Lía Victoria Borrero González |
| Á hậu 1                | - Venezuela - Daniela Kosán |
| Á hậu 2                | - Ấn Độ - Shvetha Jaishankar |
| Top 15                 | - Bolivia - Liliana Peña Guachalla - Colombia - Adriana Hurtado Novella - Cộng hòa Séc - Petra Faltynova - Phần Lan - Piia Hartikainen - Pháp - Patricia Spéhar - Nhật Bản - Megumi Taira - Hàn Quốc - Cho Hye-young - Bắc Macedonia - Ana Binovska - Philippines - Colette Centeno Glazer - Ba Lan - Agnieszka Osinska - Tây Ban Nha - Vanessa Romero Torres - Tunisia - Nejla Kouniali |

### Các giải thưởng đặc biệt
| Giải thưởng                 | Thí sinh                                                          |
| --------------------------- | ----------------------------------------------------------------- |
| Hoa hậu Thân thiện          | - Phần Lan – Piia Hartikainen - Togo – Manuella Nadou Lawson-Body |
| Hoa hậu Ảnh                 | - Venezuela – Daniela Kosán Montcourt                             |
| Trang phục dân tộc đẹp nhất | - Colombia – Adriana Hurtado Novella                              |

## Các thí sinh
- Argentina - Maria Fernanda Ortiz
- Aruba - Anushka Sheritsa Lew Jen Tai
- Úc - Katherine Louise O'Brien
- Bolivia - Liliana Peña Guachalla
- Anh Quốc - Melanie Devina Jones
- Colombia - Adriana Hurtado Novella
- Curaçao - Santa Indris Tokaay
- Síp - Marianna Panayiotou
- Cộng hòa Séc - Petra Faltynova
- Cộng hòa Dominica - Sorangel Fersobe Matos
- Phần Lan - Piia Hartikainen
- Pháp - Patricia Spéhar
- Đức - Fiona Ammann
- Hy Lạp - Eleni Pliatsika
- Hawaii - Lori-Ann Lee Medeiros
- Honduras - Wendy Suyapa Rodríguez
- Hồng Kông - Ngô Văn Hãn
- Iceland - Gudbjörg Sigridur Hermannsdóttir
- Ấn Độ - Shvetha Jaishankar
- Israel - Galia Abramov
- Nhật Bản - Megumi Taira
- Hàn Quốc - Cho Hye-young
- Latvia - Līga Graudumniece
- Macedonia - Ana Binovska
- Mexico - Karina Patricia Mora Novelo
- Hà Lan - Ilona Marilyn van Veldhuisen
- Quần đảo Bắc Mariana - Sonya Palacios Pangelinan
- Na Uy - Bjorg Sofie Lovstad
- Panama - Lía Victoria Borrero González
- Paraguay - Maria Fabiola Roig Escandriolo
- Peru - Melissa Miranda Quiñones
- Philippines - Colette Centeno Glazer
- Ba Lan - Agnieszka Osinska
- Bồ Đào Nha - Icilia Silva Berenguel
- Senegal - Maimouna Diallo
- Singapore - Sudha Menon
- Slovakia - Martina Kalmanova
- Tây Ban Nha - Vanessa Romero Torres
- Togo - Manuella Nadou Lawson-Body
- Tunisia - Nejla Kouniali
- Thổ Nhĩ Kỳ - Senay Akay
- Hoa Kỳ - Susan Paez
- Venezuela - Daniel Kosán Montcourt

## Chú ý

### Lần đầu tham gia
- Latvia

### Trở lại
- Lần cuối tham gia vào năm 1992:
  -  Senegal
- Lần cuối tham gia vào năm 1995:
  -  Síp
- Lần cuối tham gia vào năm 1996:
  -  Iceland
  -  Hà Lan
  -  Na Uy
  -  Panama
  -  Togo

### Bỏ cuộc
- Bonaire - Geraldine Juliet
- Brazil - Luize Altenhofen
- Guatemala
- Liban
- Malta - Roberta Nicholls
- Puerto Rico - Jacqueline Negron
- Nga
- Ukraine